# Алош
Алош (фр. Allauch) насеље је и општина у југоисточној Француској у региону Прованса-Алпи-Азурна обала, у департману Ушће Роне која припада префектури Марсељ.
По подацима из 2011. године у општини је живело 20.243 становника, а густина насељености је износила 402,93 становника/km². Општина се простире на површини од 50,3 km². Налази се на средњој надморској висини од 223 метара (максималној 721 m, а минималној 116 m).

## Демографија
| 1962. | 1968.  | 1975.  | 1982.  | 1990.  | 1999.  | 2011.  |
| ----- | ------ | ------ | ------ | ------ | ------ | ------ |
| 8.528 | 10.013 | 11.149 | 13.519 | 16.092 | 18.907 | 20.243 |

График промене броја становника у току последњих година

## Партнерски градови
- Фатерштетен
- Вико Еквенсе